# Owyhee (rzeka)
Owyhee (ang. Owyhee River) – rzeka w Stanach Zjednoczonych, w stanach Nevada, Idaho i Oregon, dopływ rzeki Snake. Długość rzeki wynosi 557 km.
Źródła rzeki znajdują się w hrabstwie Elko, w Nevadzie, na wysokości około 2100 m n.p.m. Rzeka płynie w kierunku północno-zachodnim, przepływając przez hrabstwa Owyhee (Idaho) i Malheur (Oregon). W dolnym biegu skręca na północny wschód i przepływa przez sztuczne jezioro Owyhee (utworzone w 1932 roku). Owyhee uchodzi do rzeki Snake, u styku hrabstw Malheur i Canyon, na południe od miasta Nyssa, na wysokości 666 m n.p.m. Rzeka płynie przez tereny dzikie, na znacznej długości objęte ochroną, tworzy kanion.
Nazwa rzeki upamiętnia trzech Hawajczyków, którzy zginęli w jej pobliżu w 1819 roku („Owyhee” to dawna angielska pisownia słowa Hawaje).